# OTI 1993
La XXII edición del Gran Premio de la Canción Iberoamericana o el Festival de la OTI fue celebrada el 9 de octubre de 1993, por segundo año consecutivo en el Teatro Principal de Valencia, España. Este año, Radiotelevisión Española eligieron como presentadores del certamen a la cantante Paloma San Basilio (quien con esto se transformó en la mujer que más veces ha presentado el festival) y al cantante Francisco, quien fue designado por ser el vencedor del festival el año anterior.

## Desarrollo
Este año se destacan las presentaciones de Magdalena Zárate en representación a México; Keko Yunge en representación a Chile, de gran popularidad artística, con el tema María y Manuel; Gian Marco en representación a Perú; Marcelo San Juan en representación a Argentina; Emílio Santiago, que representó a Brasil en su retorno al Festival OTI de la Canción tras seis años de incomparecencia; y Anabela en representación a Portugal, quien en ese mismo año había representado a su país en el Festival de Eurovisión de 1993. Cabe destacar la participación de Mario Vides en representación a Guatemala y quien ya había participado en el Festival de la OTI de 1975, y la participación de Melania en representación a las Antillas Neerlandesas, quien ya había concursado antes en el Festival de la OTI de 1985.  
La canción Enamorarse interpretada por Ana Reverte fue obra del chileno radicado en España Alejandro Abad quien al año siguiente representaría a la Radiotelevisión Española en Festival de la Canción de Eurovisión 1994. Por su parte, el tres veces representante de Paraguay del Festival de la OTI, Rolando Percy, fue el coautor de la canción Señora mía que es interpretada por Danny Durán en representación al país guaraní. 
El triunfo fue para España con la canción Enamorarse, interpretada por la cantante Ana Reverte, seguidos por México y Brasil en el que compartieron el segundo lugar, y en el tercer lugar se quedó Portugal en solitario. El jurado únicamente dio a conocer la clasificación de estas cuatro canciones, por lo que la puntuación obtenida por el resto de participantes quedó en secreto.
Los premios económicos fueron de 50.000 dólares para el primer puesto, 30.000 dólares para el segundo puesto y 20.000 dólares para el tercer puesto. Además, los artistas premiados recibieron unas esculturas creadas por José González Onieva.
Entre los artistas invitados que amenizaron los intermedios del festival creados por Jaime Azpilicueta, director general del festival, figuraron los artistas como: Susana Rinaldi, Rocío Jurado, Chavela Vargas, Sara Montiel, Concha Márquez Piquer, Mary Carrillo, Massiel o Serafín Zubiri, entre otros. Los presentadores del festival, Francisco y Paloma San Basilio, intervinieron también en algunos de los microespectáculos del certamen.

## Participantes
| País                  | Título de la canción           | Título de la canción           |
| País                  | Artista                        | Idioma                         |
| --------------------- | ------------------------------ | ------------------------------ |
| Antillas Neerlandesas | «Si te vuelvo a encontrar»     | «Si te vuelvo a encontrar»     |
| Antillas Neerlandesas | Melania                        | Español                        |
| Argentina             | «Yo soy el otro»               | «Yo soy el otro»               |
| Argentina             | Marcelo San Juan               | Español                        |
| Bolivia               | «El jardín de los sueños»      | «El jardín de los sueños»      |
| Bolivia               | Adrián Barrenechea             | Español                        |
| Brasil                | «Essa fase do amor»            | «Essa fase do amor»            |
| Brasil                | Emílio Santiago                | Portugués                      |
| Canadá                | «Suelta mi mano, gitana»       | «Suelta mi mano, gitana»       |
| Canadá                | Omar Ortiz                     | Español                        |
| Chile                 | «María y Manuel»               | «María y Manuel»               |
| Chile                 | Keko Yunge                     | Español                        |
| Colombia              | «Como volver a amar»           | «Como volver a amar»           |
| Colombia              | Alexa Hernández                | Español                        |
| Costa Rica            | «Yo soy América»               | «Yo soy América»               |
| Costa Rica            | Luis Fernando Piedra           | Español                        |
| Cuba                  | «Amor de miedo»                | «Amor de miedo»                |
| Cuba                  | Manolo Sánchez                 | Español                        |
| Ecuador               | «El tiene razón»               | «El tiene razón»               |
| Ecuador               | Pericles                       | Español                        |
| El Salvador           | «Ella»                         | «Ella»                         |
| El Salvador           | Roberto Salamanca              | Español                        |
| España                | «Enamorarse»                   | «Enamorarse»                   |
| España                | Ana Reverte                    | Español                        |
| Estados Unidos        | «Esperanza, capricho o viento» | «Esperanza, capricho o viento» |
| Estados Unidos        | Alma Rocío                     | Español                        |
| Guatemala             | «Niño, salva a tu mundo»       | «Niño, salva a tu mundo»       |
| Guatemala             | Mario Vides                    | Español                        |
| Honduras              | «Sale el sol»                  | «Sale el sol»                  |
| Honduras              | Carlos Alberto                 | Español                        |
| México                | «Siempre a medias»             | «Siempre a medias»             |
| México                | Magdalena Zárate               | Español                        |
| Nicaragua             | «Cuando tengo tu amor»         | «Cuando tengo tu amor»         |
| Nicaragua             | Walmaro Gutiérrez              | Español                        |
| Panamá                | «Canción a mi madre»           | «Canción a mi madre»           |
| Panamá                | Tony Cheng                     | Español                        |
| Paraguay              | «Señora mía»                   | «Señora mía»                   |
| Paraguay              | Danny Durán                    | Español                        |
| Perú                  | «Volvamos a empezar»           | «Volvamos a empezar»           |
| Perú                  | Gian Marco                     | Español                        |
| Portugal              | «¿Onde Estás?»                 | «¿Onde Estás?»                 |
| Portugal              | Anabela                        | Portugués                      |
| Puerto Rico           | «Que siga la rumba»            | «Que siga la rumba»            |
| Puerto Rico           | Rumba y Bembé                  | Español                        |
| República Dominicana  | «Sigue la vida»                | «Sigue la vida»                |
| República Dominicana  | Grupo Triada                   | Español                        |
| Uruguay               | «Si eres árbol caído»          | «Si eres árbol caído»          |
| Uruguay               | Pablo Estramín                 | Español                        |
| Venezuela             | «No me arriesgo»               | «No me arriesgo»               |
| Venezuela             | Nicolás Felizzola              | Español                        |

## Resultados
</FONT

| #                                          | País                  | Artista(s)           | Canción                      | Posición |
| ------------------------------------------ | --------------------- | -------------------- | ---------------------------- | -------- |
| 1                                          | Argentina             | Marcelo San Juan     | Yo soy el otro               | 14       |
| 2                                          | Canadá                | Omar Ortiz           | Suelta mi mano, gitana       | 4        |
| 3                                          | Puerto Rico           | Rumba y Bembé        | Que siga la rumba            | 6        |
| 4                                          | República Dominicana  | Grupo Triada         | Sigue la vida                | 7        |
| 5                                          | Estados Unidos        | Alma Rocío           | Esperanza, capricho o viento | 8        |
| 6                                          | Cuba                  | Manolo Sánchez       | Amor de miedo                | 9        |
| 7                                          | Perú                  | Gian Marco           | Volvamos a empezar           | 10       |
| 8                                          | Colombia              | Alexa Hernández      | Como volver a amar           | 11       |
| 9                                          | Portugal              | Anabela              | ¿Onde Estás?                 | 3        |
| 10                                         | Costa Rica            | Luis Fernando Piedra | Yo soy América               | 12       |
| 11                                         | Paraguay              | Danny Durán          | Señora mía                   | 13       |
| 12                                         | Uruguay               | Pablo Estramín       | Si eres árbol caído          | 24       |
| 13                                         | Honduras              | Carlos Alberto       | Sale el sol                  | 15       |
| 14                                         | Venezuela             | Nicolás Felizzola    | No me arriesgo               | 5        |
| 15                                         | Bolivia               | Adrián Barrenechea   | El jardín de los sueños      | 16       |
| 16                                         | Brasil                | Emílio Santiago      | Essa fase do amor            | 2        |
| 17                                         | Panamá                | Tony Cheng           | Canción a mi madre           | 17       |
| 18                                         | Chile                 | Keko Yunge           | María y Manuel               | 18       |
| 19                                         | Antillas Neerlandesas | Melania              | Si te vuelvo a encontrar     | 19       |
| 20                                         | Nicaragua             | Walmaro Gutiérrez    | Cuando tengo tu amor         | 20       |
| 21                                         | México                | Magdalena Zárate     | Siempre a medias             | 2        |
| 22                                         | Ecuador               | Pericles             | Él tiene razón               | 21       |
| 23                                         | Guatemala             | Mario Vides          | Niño, salva a tu mundo       | 22       |
| 24                                         | El Salvador           | Roberto Salamanca    | Ella                         | 23       |
| 25                                         | España                | Ana Reverte          | Enamorarse                   | 1        |
| Lugar: Teatro Principal - Valencia, España |                       |                      |                              |          |

## Miembros del jurado internacional
Los miembros del jurado internacional fueron los siguientes:
| País      | Jurado               |
| --------- | -------------------- |
| Argentina | Susana Rinaldi       |
| Venezuela | Lupita Ferrer        |
| España    | Antonio Ferrandis    |
| México    | Carlos Cuevas        |
| España    | Narciso Ibáñez Menta |
| España    | José María Torrent   |
| España    | Javier Casal         |
| España    | Salomé               |
| Portugal  | Francisco Nicholson  |